# Cabanas
Cabanas egy község Spanyolországban, A Coruña tartományban. Cabanas Pontedeume, Monfero, A Capela és Fene községekkel határos. Lakosainak száma 3296 fő (2024).

## Népesség
A település népessége az utóbbi években az alábbiak szerint változott:
| Lakosok száma | 3292 | 3368 | 3343 | 3336 | 3346 | 3294 | 3259 | 3281 | 3359 | 3296 |
|               | 2001 | 2004 | 2006 | 2009 | 2011 | 2014 | 2016 | 2019 | 2021 | 2024 |